# Медаль Независимости Литвы
Медаль Независимости Литвы (лит. Lietuvos Nepriklausomybės Medalis) — учреждена в честь 10-летия независимости Литовского Государства в 1928 году.

## История
Награждались военнослужащие, находившиеся на действительной службе, гражданские лица, находившиеся на государственной службе не менее пяти лет, члены партии Аушрининкай, добровольцы борьбы за независимость, кавалеры ордена Креста Витиса, общественные деятели.
Автор медали — художник-скульптор Юозас Зикарас.
Период награждения с 1928 года по 1940 год. Последнее награждение 7 человек произошло 16 февраля 1940 года, согласно указу Президента Литвы.
Общее число награждённых около 44 000.
По случаю десятой годовщины восстановления независимости, 1 июля 2000 года, медаль была восстановлена. Было награждено более 300 человек, 11 марта 2001 года подписан закон о прекращении награждения. Отличие современной медали от старой — состав металла, детали штампа и годы на оборотной стороне «1990-2000».

## Описание
Аверс: Монумент Свободы на фоне восходящего солнца.
Реверс: Надпись в шесть строк: PER AMŽIUS BUDĖJĘ LAISVĘ LAIMĖJOM PER AUKAS IR PASIŠVENTIMĄ 1918—1928 (Во веки веков будучи начеку, сквозь жертвы и одухотворённость добыли свободу 1918—1928).
Диаметр 36 мм.
Бронза.
Медаль имеет клеймо фабрики-изготовителя — «Huegenin Fec.»

## Лента
Лента жёлтая с чёрной полосой у краёв. Соединяется с медалью посредством прямоугольной пряжки высотой 7 мм и шириной 38 мм.